# Mikrognacja
Mikrognacja (mikrognatyzm, hipoplazja żuchwy, łac. micrognathia) – wada wrodzona polegająca na nieprawidłowo małej żuchwie. Może mieć charakter deformacji, gdy na żuchwę w życiu płodowym działa wewnątrzmacicznie ucisk; wtedy nierzadko niedorozwój żuchwy jest asymetryczny. Wada ta w ciągu pierwszego roku życia zwykle zanika i żuchwa ma prawidłowy zarys. Mikrognacja może mieć też charakter malformacji, i wynikać z pierwotnego zaburzenia wzrostu żuchwy; wada taka spotykana jest w wielu zespołach wad, takich jak:
- zespół Wolfa-Hirschhorna
- Progeria Hutchinsona-Gilforda[4]
- zespół Pataua (trisomia 13)
- zespół Edwardsa (trisomia 18)
- zespół Downa (trisomia 21)
- zespół Turnera (monosomia X)
- zespół Treacher Collinsa
- zespół Smitha-Lemliego-Opitza
- zespół Silvera-Russella
- zespół Seckela
- zespół kociego krzyku
- zespół Marfana
- zespół mózgowo-żebrowo-żuchwowy.

Dużego stopnia niedorozwój żuchwy sprawia, że język nie mieści się w jamie ustnej i powoduje sekwencję Robina. Mikrognacja u dziecka często wymaga różnicowania z makroglosją; przy obydwu anomaliach język nie mieści się w jamie ustnej (glossoptosis). Często spotykana w piśmiennictwie informacja o makroglosji jako składowej zespołu Downa jest błędna.